# Arbelarosa mediodorsata
Arbelarosa mediodorsata är en fjärilsart som beskrevs av Erich Martin Hering 1931. Arbelarosa mediodorsata ingår i släktet Arbelarosa och familjen snigelspinnare. Inga underarter finns listade i Catalogue of Life.